# Wenzel Güntner
Wenzel Güntner (* 29. Dezember 1820 in Neulosimthal; † 9. Oktober 1896 in Salzburg) war ein böhmisch-österreichischer Chirurg.

## Werdegang

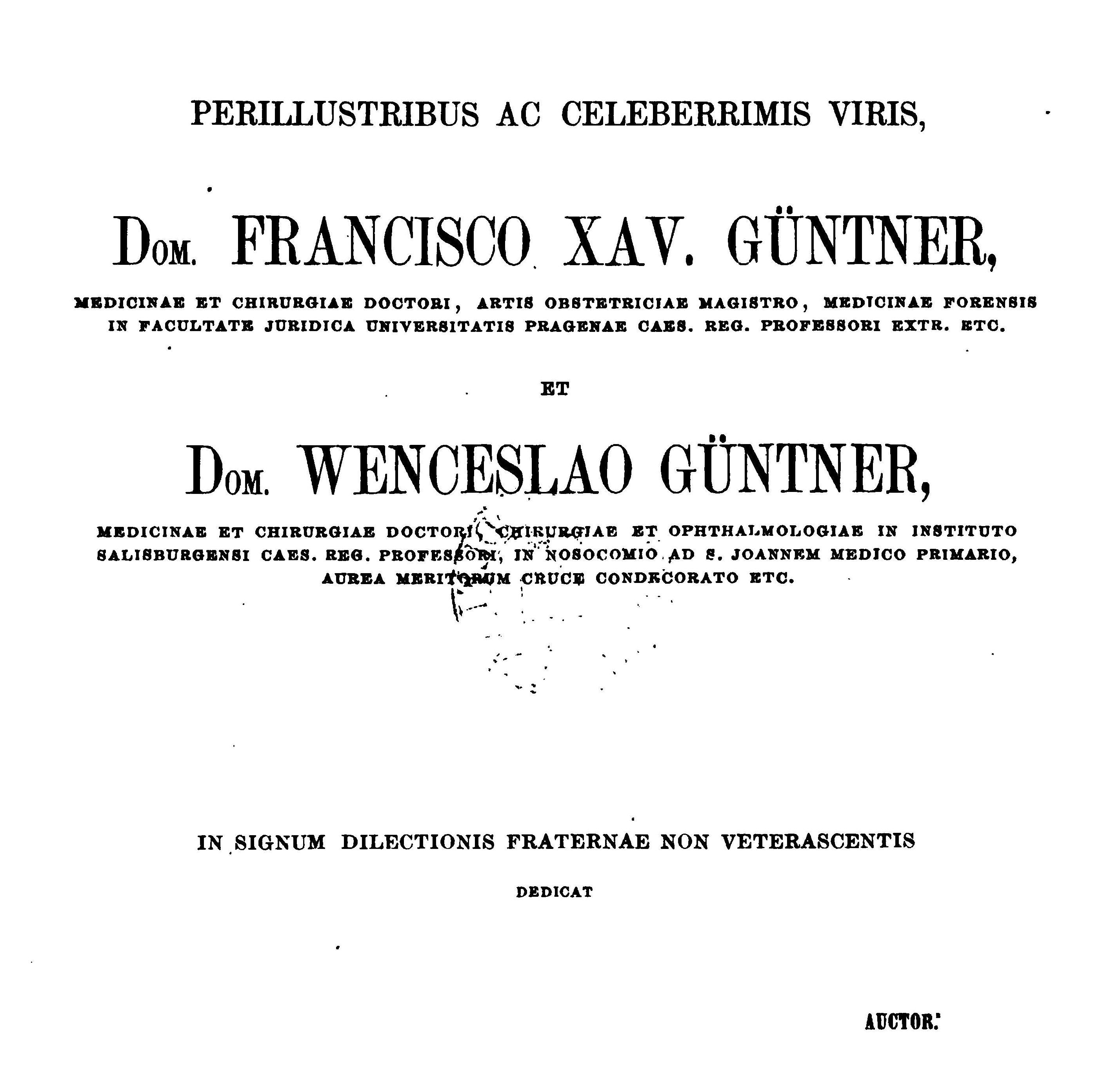
Gabriel Güntner O.Präm., Theologieprofessor, Widmung seines Buchs Introductio in sacros Novi Testamenti libros (1863) an seine Brüder, die Medizinprofessoren Franz und Wenzel Güntner „als Zeichen nicht veraltender Bruderliebe“

Güntner belegte ein Medizinstudium an der Deutschen Karls-Universität Prag. 1847 erfolgte seine Promotion zum Dr. med. und Beginn der chirurgischen Ausbildung als Assistent bei Pitha. 1855 hielt er erste Vorlesungen für theoretische Chirurgie. 1858 wurde Güntner Nachfolger seines Lehrers Pitha als Primarius am Allgemeinen Krankenhaus. Von 1858 bis 1878 war er als Primararzt am St. Johann-Spital in Salzburg tätig. Von 1878 bis 1896 war Güntner Sanitätsreferent für das Herzogtum Salzburg.
Nach seinem letzten Willen entstand 1897 eine Stiftung in Höhe von 266.000 Gulden für das Dr. Wenzel Güntner-Spital in Neulosimthal.
Er war verheiratet mit Johanna Katharina Thekla Edle von Helly.